# Lesgische Sprache

Hauptverbreitungsgebiet des Lesgischen (Nr. 10) im Umfeld der Nordostkaukasischen Sprachfamilie

Lesgisch ist eine nordostkaukasische (nachisch-dagestanische) Sprache, die sich in die drei Dialekte Kubanisch (vorwiegend in Aserbaidschan, Region Quba und nördlich), Kürinisch (im Osten Süddagestans) und Achtisch (rund um Achty im Westen Süddagestans) aufteilt.
Sie wurde bei der russischen Volkszählung 2002 von 336.698 Menschen im Süden der autonomen Republik Dagestan (Russische Föderation) gesprochen, es dürften aufgrund des Bevölkerungswachstums heute mehr sein. In ganz Russland ergab diese letzte Volkszählung 411.500 Lesgier. In Aserbaidschan ergab die Volkszählung von 1999 rund 178.000 Lesgier im Land, was beinahe eine Stagnation seit 1989 bedeuten würde. Die demoskopische Abteilung des russischen Institutes für Ethnologie und Anthropologie schätzt deshalb unter Berufung auf eigene Forschungen ca. 250 bis 260 Tausend Lesgier in Aserbaidschan. Es gibt einige weitere zehntausend Lesgisch-Sprecher in anderen Teilen Russlands und in anderen Ländern.

## Alphabet
Im 19. Jahrhundert wurde auf der Grundlage des kürinischen Dialekts, der die meisten Sprecher hat, unter Verwendung von arabischen Buchstaben eine Schrift entwickelt. Diese wurde aber nicht häufig verwendet. Nach der Gründung der Sowjetunion wurde 1928 das lateinische Alphabet, 1938 das kyrillische Alphabet für die Schriftsprache verwendet.
| А а   | Б б | В в   | Г г | Гъ гъ | Гь гь | Д д   | Е е   |
| Ё ё   | Ж ж | З з   | И и | Й й   | К к   | Къ къ | Кь кь |
| КӀ кӀ | Л л | М м   | Н н | О о   | П п   | ПӀ пӀ | Р р   |
| С с   | Т т | ТӀ тӀ | У у | Уь уь | Ф ф   | Х х   | Хъ хъ |
| Хь хь | Ц ц | ЦӀ цӀ | Ч ч | ЧӀ чӀ | Ш ш   | Щ щ   | Ъ ъ   |
| Ы ы   | Ь ь | Э э   | Ю ю | Я я   |       |       |       |

## Sprachliche Situation
Die sprachliche Situation des Lesgischen in Russland unterscheidet sich von jener in Aserbaidschan. In der russischen Teilrepublik Dagestan besitzt das Lesgische seit sowjetischen Zeiten den Status einer regionalen Amtssprache. Lesgisch kann dort an Universitäten studiert werden, es gibt Radioprogramme, Bücher und Zeitungen in dieser Sprache. In Aserbaidschan hingegen verfügt das Lesgische bis heute (Stand August 2018) über keinerlei offizielle Anerkennung. 1939 verbot die aserbaidschanische Regierung die Verwendung des Lesgischen in Schulen, mit einigen kurzen Unterbrechungen wurde dieses Verbot bis 1991 aufrechterhalten. Seit der Unabhängigkeit Aserbaidschans gibt es wieder einige lesgische Schulen, dennoch wurde die Assimilationspolitik gegenüber den Lesgiern weitgehend beibehalten. Ethnologue sieht Lesgisch in Aserbaidschan als bedroht an.
Wenngleich die offizielle Stellung des Lesgischen in Russland besser ist, sind die dort lebenden Lesgier ebenfalls einem, wenngleich schwächeren, Assimilationsdruck ausgesetzt. Viele lesgische Eltern schicken ihre Kinder auf russischsprachige statt auf lesgische Schulen, selbst wenn lesgische Schulen zur Verfügung stehen. Besonders in gemischtsprachigen Gebieten ist Lesgisch bedroht, da Russisch dort als lingua franca und zur interethnischen Kommunikation dient. Es wird dort von der jüngeren Generation zunehmend auch im privaten Umfeld verwendet. In den Regionen Dagestans, in denen Lesgier eine klare Bevölkerungsmehrheit stellen, ist die Sprache aber in einem vitalen Zustand und nicht gefährdet. Seit 2016 stuft die UNESCO Lesgisch als „potentiell bedroht“ („vulnerable“) ein.
Die Mehrheit der Lesgischsprachigen spricht fließend Russisch bzw. in Aserbaidschan Aserbaidschanisch.